# Gabara rhynchinia
Gabara rhynchinia là một loài bướm đêm trong họ Erebidae.